# Valérian Lebrun
Valérian Lebrun (29 de septiembre de 1981) es un deportista francés que compite en vela en las clases Europe y Finn.
Ganó dos medallas en el Campeonato Mundial de Europe, en los años 2001 y 2016, y dos medallas en el Campeonato Europeo de Finn, en los años 2024 y 2025.

## Palmarés internacional
| Campeonato Mundial | Campeonato Mundial   | Campeonato Mundial | Campeonato Mundial |
| Año                | Lugar                | Medalla            | Clase              |
| ------------------ | -------------------- | ------------------ | ------------------ |
| 2001               | Vilamoura (Portugal) | Medalla de plata   | Europe             |
| 2016               | Torbole (Italia)     | Medalla de oro     | Europe             |

| Campeonato Europeo | Campeonato Europeo | Campeonato Europeo | Campeonato Europeo |
| Año                | Lugar              | Medalla            | Clase              |
| ------------------ | ------------------ | ------------------ | ------------------ |
| 2024               | Cannes (Francia)   | Medalla de plata   | Finn               |
| 2025               | Nápoles (Italia)   | Medalla de oro     | Finn               |